# 瑪莉-克萊爾·金
瑪莉-克萊爾·金（英語：Mary-Claire King，1946年2月27日—），女，美国遺傳学家，華盛頓大學美國癌症協會醫學遺傳學及基因組學教授。她主力研究基因和环境相互作用從而造成人類各種病症（如乳癌、卵巢癌、遗传性听觉障碍、精神分裂症、人類免疫缺陷病毒感染（愛滋病）及紅斑狼瘡症）。金的三個主要貢獻為發現乳癌基因、顯示人类与黑猩猩的基因99%相同以及利用DNA测序识别人权受侵犯的受害者。自1984年起，她在阿根廷与五月廣場的祖母合作，辨認在肮脏战争（1976 - 1983年）期間被偷走了的儿童。

## 生平

### 早年生活及教育
金在芝加哥長大，1966年從卡爾頓學院獲得優等（cum laude）文學士。在加利福尼亞大學柏克萊分校就讀博士期間，她曾離開大學一年，替拉爾夫·納德從事環境方面的研究。納德曾邀請金前往華盛頓，協助他成立今天的公共利益研究集團。經過與其博士導師艾倫·威爾遜商討後，她決定繼續完成博士學位，並從統計學研究轉至遺傳學；她於1973年獲得博士學位。
1973年，金前往智利聖地牙哥教導加利福尼亞大學-智利大學交流計劃。同年，智利發生政變，她的一些學生遇害。返回美國後，加利福尼亞大學三藩市分校的尼古拉斯·柏特拉基斯（Nicholas Petrakis）提議她在該校從事博士後研究。1974年起，她開始在加利福尼亞大學三藩市分校擔任博士後研究員，鑽研乳癌和卵巢癌的遺傳性，並於1976年完成博士後訓練。

### 學術生涯
金的博士研究集中於人類和黑猩猩之間，編碼蛋白質的基因的相似程度，研究成果最終發表於《科學》期刊。
1976年，金轉往加利福尼亞大學柏克萊分校任遺傳學與流行病學教授。1990年，她在17號染色體上發現一個導致乳癌和卵巢癌的基因（即BRCA1），顯示5-10%的乳癌可能是源於遺傳。此發現在人類疾病研究上引起極大變革，因為當時大部份科學家認為，只有簡單疾病（如亨丁頓舞蹈症、囊腫性纖維化和鎌刀型貧血症）才會跟遺傳有關，而癌症等複雜疾病則不可能。這項發現亦鼓勵女性提早作乳癌篩查，包括BRCA1突變的測試。
1990年開始，金與世界各地的科學家合作，尋找听觉障碍的遺傳根源。1999年，他們率先發現導致非症候群型听觉障碍（即患者除了听觉障碍外，沒有其他異常或疾病）的一個基因的序列。
1995年，她成為華盛頓大學的美國癌症協會醫學遺傳學及基因組學教授。
金是人類基因組多樣性計劃的一員；該計劃通過找出個人基因組的差別，從而理解人類的進化和遷徙。2009年，她成為腦部及行為研究基金會科學委員會成員。
1991年，法医人类学家威廉·美普斯尋求金的協助，以基因測試，判斷在俄羅斯葉卡捷琳堡起出的遺體是否俄國最後皇朝羅曼諾夫王朝的成員。

## 人權工作
1984年，金開始協助阿根廷的五月廣場的祖母，辨認在肮脏战争期間被偷走，後來被非法領養的兒童。金通過在牙齒樣本作人類白血球抗原血清型分型來確認親屬關係。同年，阿根廷最高法院裁定，金的測試證實帕奧拉·洛加萊斯（Paula Logares）的血緣關係，帕奧拉必須被交還給其親屬，此判決成為往後不少相似個案的參考案例。
金也在1993年，以DNA测序辨認在莫蘇迪大屠殺中，被由美國訓練的阿特拉卡特營殺害的死者。
金的實驗小組是國際刑事法院的DNA識別實驗室，她亦曾參與調查柬埔寨、危地馬拉、薩爾瓦多、盧旺達、埃塞俄比亞和波斯尼亞等國的案件。
金反對將基因申請專利，認為這會妨礙基因檢測，以及靠基因檢測作出的診斷。

## 獎項和榮譽

### 奖项
- 美國癌症研究協會G. H. A. 克勞維斯紀念獎（1994年）
- 蘇珊科曼乳腺癌基金會（英语：Susan G. Komen for the Cure）伯靈嘉獎（英语：Komen Brinker Award for Scientific Distinction）（1999年）
- 格魯伯基金會（英语：Gruber Foundation）遺傳學獎（2004年）
- 加利福尼亞大學舊金山分校獎章（2004年）[14]
- 魏茨曼科學研究學院魏茨曼女性與科學獎（英语：Weizmann Women & Science Award）（2006年）
- 荷蘭皇家藝術與科學學院喜力醫學獎（英语：Heineken Prizes）（2006年）
- 美國癌症協會臨床研究榮譽獎章（2007年）
- 美國臨床腫瘤醫學會腫瘤科學獎（2008年）
- 洛克菲勒大學珀爾·美斯特·格林加德獎（英语：Pearl Meister Greengard Prize）（2010年）[15]
- 冷泉港實驗室雙螺旋獎章[16]
- 保羅·埃爾利希基金會保羅·埃爾利希及路德維希·达姆施塔特（英语：Ludwig Darmstaedter）獎（2013年）
- 拉斯克-柯什蘭醫學科學特殊貢獻獎（2014年）[17]
- 哈德遜阿爾法生物科技研究所生命科學獎（2014年）[18]
- 美國國家科學獎章（2014年）[19]
- 土耳其科學院（英语：Turkish Academy of Sciences）健康與生命科學獎（2016年）[20]
- 國家癌症研究基金會（英语：National Foundation for Cancer Research）聖捷爾吉癌症研究進步獎（2016年）[21]
- 丹·大衛獎（2018年）[22]
- 邵逸夫生命科學與醫學獎（2018年）[23]
- 加拿大盖尔德纳国际奖（2021年）

### 荣誉
- 美國科學促進會院士（1993年）[24]
- 美國國家醫學院（前醫學研究所）成員（1994年）
- 美國文理科學院院士（1999年）[25]
- 美國國家科學院院士（2005年）
- 美國癌症研究協會高松宮妃（日语：宣仁親王妃喜久子）紀念講座席（2010年）[26]
- 法國科學院外籍院士（2011年）
- 美國哲學會會員（2012年）
- 美國癌症研究協會乳癌研究卓越講座席（2014年）[26]